# スコット4
| 専門評論家によるレビュー | 専門評論家によるレビュー |
| レビュー・スコア         | レビュー・スコア         |
| 出典                     | 評価                     |
| ------------------------ | ------------------------ |

『スコット4』(Scott 4)は、アメリカ出身のミュージシャン、スコット・エンゲル（スコット・ウォーカーの本名名義）がイギリスで発売した4作目のソロ・アルバム。
本作のセールスは全く振るわず、ヒット・チャートにも入らなかったが、スコットの最高傑作の一つとして絶賛されている。

## 概観
本作は、10曲中全ての曲がスコットのペンによる作曲で、彼のキャリアの初期作品の中では唯一のものである。
オープニング・トラック、「最後の封印」は、スウェーデンの映画監督、イングマール・ベルイマンの1957年の作品、『第七の封印』に触発された楽曲。
「老人は再び」は、1968年に時のチェコスロバキアで起こった、"チェコ事件"(ソビエト連合軍主導のワルシャワ条約機構軍による軍事介入で、プラハの春による一連の動乱の一つ)に触発され、作られた楽曲。

## 曲目
作詞・作曲はノエル・スコット・エンゲルによる
Side 1
1. 最後の封印 "The Seventh Seal" 4:58
2. オン・ユア・オウン・アゲイン "On Your Own Again" 1:48
3. 世界一強い男 "The World's Strongest Man" 2:21
4. 灰の天使 "Angels of Ashes" 4:22
5. ませた子供 "Boy Child" 3:38

Side 2
1. 戦争の英雄 "Hero of the War" 2:29
2. 老人は再び "The Old Man's Back Again(Dedicated to the Neo-Stalinist Regime)" 3:43
3. ダッチェス "Dutches" 2:51
4. ゲット・ビハインド・ミー "Get Behind Me" 3:14
5. 惜別の詩 "Rhymes of Goodbye" 3:04

## リリース履歴
| 領域     | 日付          | ラベル              | フォーマット                           | カタログ  |
| -------- | ------------- | ------------------- | -------------------------------------- | --------- |
| イギリス | 1969年11月    | フィリップス        | LP（「スコットエンゲル」のクレジット） | SBL 7913  |
| 英国     | 1992年8月3日  | フォンタナ          | CD                                     | 510 882-2 |
| 英国     | 2000年6月5日  | フォンタナ          | HDCD                                   | 510 882-2 |
| アメリカ | 2008年2月15日 | ひげを持つ4人の男性 | LP                                     | 4M152     |